# Westminster School of Art
La Westminster School of Art était une école d'art de Londres, située dans le quartier de Westminster. 

## Histoire
La Westminster School of Art était située au 18 Tufton Street, Deans Yard, Westminster, et faisait partie de l'ancien Royal Architectural Museum. En 1903, HM Bateman la décrit comme étant : 
 "... disposées sur quatre étages avec des galeries qui courent autour d'une grande cour carrée, le tout étant recouvert d'une grande verrière. Au large des galeries se trouvaient les différentes salles qui composent l'école, les galeries elles-mêmes étant remplies de spécimens d'architecture qui donnaient à l'ensemble l'air d'un musée, qui bien sûr en était un." 
 En 1904, l'école d'art déménage et fusionne avec le Westminster Technical Institute dans un bâtiment de deux étages sur la place Vincent de Westminster,  créé par la philanthropie d'Angela Burdett-Coutts, 1ère baronne Burdett-Coutts en 1893. 

## Personnes associées à l'école

### Universitaires et enseignants
- Adrian Allinson, professeur d'art (vers 1947)
- Walter Bayes
- Professeur Frederick Brown, directeur (1877–1892)
- Mark Gertler
- Harold Gilman
- Nina Hamnett, professeur d'art (1917-1918)
- Richard Arthur Ledward
- Bernard Meninsky
- Mervyn Peake
- Eric Schilsky
- Walter Sickert
- Christopher J. Yorath, ingénieur chargé de cours (1908–09)

### Anciens élèves
- Clare Atwood
- Mary Audsley
- J M Balliol Salmon
- H. M. Bateman
- Aubrey Beardsley
- Jean Bellette
- Robert Polhill Bevan
- David Bomberg
- Wendela Boreel
- Theo Brown
- Irene Mary Browne
- Stella Bowen
- Alfred Brumwell Thomas
- Henry Charles Brewer
- Emily Carr
- John Craxton
- Ruth Doggett
- Florence Engelbach
- Jeffery Farnol, auteur
- Daphne Fedarb
- Elizabeth Bertha Fraser
- Diana Gardner
- James Gardner, designer (c. 1923)
- Margaret Geddes
- Eric Gill, étudiant tailleur de pierre (c. 1901)
- Sylvia Gosse
- Duncan Grant
- Barbara Greg
- Richard Hamilton
- Weaver Hawkins
- Paul Haefliger
- Evie Hone
- Mainie Jellett
- David Jones
- John Luke
- Dugald Sutherland MacColl
- Rose Mead
- John Mennie
- David Muirhead
- Elizabeth Polunin
- Norman Mills Price
- Alfred William Rich
- Michael Sherard, styliste[4]
- Marjorie Sherlock
- Robert Tollast
- Christopher Tunnard, architecte (1932)[5]
- Dame Ethel Walker
- John Millar Watt
- Clifford Webb
- Victor Winding